# 당상가
당상가(일본어: 堂上家 토우쇼우케[*])는 공가의 가격 중 하나이다. 어소의 청량전 남쪽의 전상간에 승전할 자격을 세습받은 가문들이다. 또한 공경이 될 수 있는 가문들로서 상급귀족(上級貴族)이라고도 불린다. 중급귀족인 지하가를 제외한 공가를 당상가라 가리키며, 에도 시대 말기까지 137가가 존재했다.

## 개요
헤이안 시대 중기에 승전의 제한이 시작되어 원정기에는 공경이 될 수 있는 집안이 고정되었다. 하여 공가들 중 승전이 허용되는 가문과 허용되지 않는 가문이 나뉘어 전자를 당상가, 후자를 지하가로 구분하게 되었다. 일반적으로 공경이어야 승전이 허용되었지만, 드물게 지하공경도 존재했다.
넓은 의미로는 공경이 될 수 있는 오섭가, 청화가, 대신가, 우림가, 명가, 반가를 총칭하지만 좁은 의미로는 그 중 우림가 이상을 평당상(平堂上)이라고 따로 일컫기도 했다.
남북조 시대 이후, 당상가 중에 당시의 천황과 친소에 따라 나이나이(나이나이)・토자마(토자마)의 구별이 생겼다. 출근 할 때, 고쇼 내 초소도 다르고, 천황에게서 받는 처우도 달랐다.
또한, 아즈치모모야마 시대의 덴쇼 연간 (1573년 ~ 1591년)까지 성립되었던 64가를 구가(旧家), 그 이후 새로 설립된 가문을 신가(新家)로 구분하고 있다.
1884년 (메이지 17년) 7월 7일, 평당상 중 다이나곤까지 선임한 예가 많은 가문은 백작에, 그 이외는 자작에 서위되었다.

## 당상가 일람
분큐 3년 (1863년)판 『운상명람(雲上明覧)』에 의하면, 당상가는 아래와 같다.
| 가격 | 가명(家名)          | 가명(家名)              | 가계(家系)                                            | 본가(本家)         | 문류(門流) | 나이나이(内々) / 토자마(外様) | 구가(旧家) / 신가(新家) | 석고                      | 가업                                                                  | 오를 수 있는 최고관위                                                     | 유신 후     |
| ---- | ------------------- | ----------------------- | ----------------------------------------------------- | ------------------ | ---------- | ----------------------------- | ----------------------- | ------------------------- | --------------------------------------------------------------------- | ------------------------------------------------------------------------- | ----------- |
| 섭가 | 近衞家              | 코노에가                | 후지와라씨 본류                                       | -                  | -          | -                             | -                       | 2,862석                   | 유직고실                                                              | 섭정・관백                                                                | 공작        |
| 섭가 | 九條家              | 쿠죠가                  | 후지와라씨 본류                                       | -                  | -          | -                             | -                       | 2,044석                   | 유직고실                                                              | 섭정・관백                                                                | 공작        |
| 섭가 | 鷹司家              | 타카츠카사가            | 후지와라씨 본류                                       | 코노에             | -          | -                             | -                       | 1,500석                   | 유직고실                                                              | 섭정・관백                                                                | 공작        |
| 섭가 | 二條家              | 니죠가                  | 후지와라씨 본류                                       | 쿠죠               | -          | -                             | -                       | 1,708석                   | 유직고실                                                              | 섭정・관백                                                                | 공작        |
| 섭가 | 一條家              | 이치죠가                | 후지와라씨 본류                                       | 쿠죠               | -          | -                             | -                       | 2,044석                   | 유직고실                                                              | 섭정・관백                                                                | 공작        |
| 청화 | 三條家              | 산죠가                  | 후지와라씨 (킨스에류 칸인)                            | -                  | -          | 나이나이                      | 구가                    | 469석                     | 피리(笛)・의복                                                        | 근위대장・다이진 겸임 → 태정대신                                          | 공작        |
| 청화 | 西園寺家            | 사이온지가              | 후지와라씨 (킨스에류 칸인)                            | -                  | 이치죠     | 토자마                        | 구가                    | 597석                     | 비파                                                                  | 근위대장・다이진 겸임 → 태정대신                                          | 후작 → 공작 |
| 청화 | 德大寺家            | 토쿠다이지가            | 후지와라씨 (킨스에류 칸인)                            | -                  | -          | 나이나이                      | 구가                    | 410석                     | 피리(笛)                                                              | 근위대장・다이진 겸임 → 태정대신                                          | 후작 → 공작 |
| 청화 | 久我家              | 코가가                  | 미나모토씨 (무라카미 겐지)                            | -                  | -          | 나이나이                      | 구가                    | 700석                     | 피리(笛)                                                              | 근위대장・다이진 겸임 → 태정대신                                          | 후작        |
| 청화 | 花山院家            | 카사노인가              | 후지와라씨 (모로자네류 카잔인)                        | -                  | 이치죠     | 나이나이                      | 구가                    | 715석                     | 쇼(笙)                                                                | 근위대장・다이진 겸임 → 태정대신                                          | 후작        |
| 청화 | 大炊御門家          | 오이노미카도가          | 후지와라씨 (모로자네류 카잔인)                        | -                  | 이치죠     | 나이나이                      | 구가                    | 403석                     | 와곤(和琴)・피리(笛)・의복                                            | 근위대장・다이진 겸임 → 태정대신                                          | 후작        |
| 청화 | 菊亭 (今出川)家     | 키쿠테이 (이마데가와)가 | 후지와라씨 (킨스에류 칸인)                            | 사이온지           | 이치죠     | 나이나이                      | 구가                    | 1,655석                   | 비파                                                                  | 근위대장・다이진 겸임 → 태정대신                                          | 후작        |
| 청화 | 廣幡家              | 히로하타가              | 미나모토씨 (오기마치 겐지)                            | -                  | -          | 나이나이                      | 신가                    | 500석                     | -                                                                     | 근위대장・내대신                                                          | 후작        |
| 청화 | 醍醐家              | 다이고가                | 후지와라씨 본류                                       | 이치죠             | 이치죠     | 나이나이                      | 신가                    | 312석                     | -                                                                     | 근위대장・좌대신                                                          | 후작        |
| 대신 | 中院家              | 나카노인가              | 미나모토씨 (무라카미 겐지)                            | 코가               | -          | 나이나이                      | 구가                    | 500석                     | -                                                                     | 다이나곤 → 우대신                                                         | 백작        |
| 대신 | 嵯峨 (正親町三條)家 | 사가 (오기마치산죠)가   | 후지와라씨 (킨스에류 칸인)                            | 산죠               | 코노에     | 나이나이                      | 구가                    | 200석                     | -                                                                     | 다이나곤 → 내대신                                                         | 백작 → 후작 |
| 대신 | 三條西家            | 산죠니시가              | 후지와라씨 (킨스에류 칸인)                            | 산죠               | -          | 나이나이                      | 구가                    | 502석                     | 가도(歌道)                                                            | 다이나곤 → 우대신                                                         | 백작        |
| 우림 | 正親町家            | 오기마치가              | 후지와라씨 (킨스에류 칸인)                            | 사이온지           | 이치죠     | 나이나이                      | 구가                    | 352석                     | 코토(箏)                                                              | 근위소장 → 중장 ・참의 → 츄나곤 → 다이나곤                                | 백작        |
| 우림 | 滋野井家            | 시게노이가              | 후지와라씨 (킨스에류 칸인)                            | 산죠               | 코노에     | 나이나이                      | 구가                    | 180석                     | 카구라(神楽)                                                          | 근위소장 → 중장 ・참의 → 츄나곤 → 다이나곤                                | 백작        |
| 우림 | 姉小路家            | 아네노코지가            | 후지와라씨 (킨스에류 칸인)                            | 산죠               | 쿠죠       | 나이나이                      | 신가                    | 200석                     | -                                                                     | 근위소장 → 중장 ・참의 → 츄나곤 → 다이나곤                                | 백작        |
| 우림 | 清水谷家            | 시미즈다니가            | 후지와라씨 (킨스에류 칸인)                            | 사이온지           | 이치죠     | 나이나이                      | 구가                    | 200석                     | 능서(能書)・쇼(笙)                                                    | 근위소장 → 중장 ・참의 → 츄나곤 → 다이나곤                                | 백작        |
| 우림 | 四辻 (室町)家       | 요츠츠지 (무로마치)가   | 후지와라씨 (킨스에류 칸인)                            | 사이온지           | 코노에     | 토자마                        | 구가                    | 200석                     | 카구라(神楽) ・와곤(和琴)・코토(箏)                                   | 근위소장 → 중장 ・참의 → 츄나곤 → 다이나곤                                | 백작        |
| 우림 | 橋本家              | 하시모토가              | 후지와라씨 (킨스에류 칸인)                            | 사이온지           | 이치죠     | 토자마                        | 구가                    | 500석                     | 피리(笛)                                                              | 근위소장 → 중장 ・참의 → 츄나곤 → 다이나곤                                | 백작        |
| 우림 | 河鰭家              | 카와바타가              | 후지와라씨 (킨스에류 칸인)                            | 산죠               | -          | 토자마                        | 구가                    | 152석                     | -                                                                     | 근위소장 → 중장 ・참의 → 츄나곤 → 다이나곤                                | 자작        |
| 우림 | 阿野家              | 아노가                  | 후지와라씨 (킨스에류 칸인)                            | 산죠               | 코노에     | 토자마                        | 구가                    | 478석                     | -                                                                     | 근위소장 → 중장 ・참의 → 츄나곤 → 다이나곤                                | 자작        |
| 우림 | 花園家              | 하나조노가              | 후지와라씨 (킨스에류 칸인)                            | 산죠               | 二條       | 토자마                        | 신가                    | 150석                     | -                                                                     | 근위소장 → 중장 ・참의 → 츄나곤 → 다이나곤                                | 자작        |
| 우림 | 裏辻家              | 우라츠지가              | 후지와라씨 (킨스에류 칸인)                            | 사이온지           | 코노에     | 토자마                        | 신가                    | 150석                     | -                                                                     | 근위소장 → 중장 ・참의                                                    | 자작        |
| 우림 | 梅園家              | 우메조노가              | 후지와라씨 (킨스에류 칸인)                            | 사이온지           | 이치죠     | 토자마                        | 구가                    | 150석                     | -                                                                     | 근위소장 → 중장 ・참의 → 츄나곤                                           | 자작        |
| 우림 | 山本家              | 야마모토가              | 후지와라씨 (킨스에류 칸인)                            | 산죠               | 쿠죠       | 나이나이                      | 신가                    | 150석                     | -                                                                     | 근위소장 → 중장 ・참의 → 츄나곤 → 다이나곤                                | 자작        |
| 우림 | 大宮家              | 오오미야가              | 후지와라씨 (킨스에류 칸인)                            | 사이온지           | 쿠죠       | 토자마                        | 신가                    | 130석                     | -                                                                     | 근위소장 → 중장 ・참의 → 츄나곤                                           | 자작        |
| 우림 | 武者小路家          | 무샤노코지가            | 후지와라씨 (킨스에류 칸인)                            | 산죠               | -          | 토자마                        | 신가                    | 130석                     | 가도(歌道)                                                            | 근위소장 → 중장 ・참의 → 츄나곤 → 다이나곤 → 준대신                       | 자작        |
| 우림 | 小倉家              | 오구라가                | 후지와라씨 (킨스에류 칸인)                            | 사이온지           | 코노에     | 토자마                        | 구가                    | 150석                     | -                                                                     | 근위소장 → 중장 ・참의 → 츄나곤 → 다이나곤                                | 자작        |
| 우림 | 風早家              | 카자하야가              | 후지와라씨 (킨스에류 칸인)                            | 산죠               | 쿠죠       | 토자마                        | 신가                    | 쿠라마이 30석 3인후치마이 | -                                                                     | 근위소장 → 중장 ・참의 → 츄나곤                                           | 자작        |
| 우림 | 押小路家            | 오시코지가              | 후지와라씨 (킨스에류 칸인)                            | 산죠               | -          | 나이나이                      | 신가                    | 130석                     | -                                                                     | 근위소장 → 중장 ・참의 → 츄나곤 → 다이나곤                                | 자작        |
| 우림 | 高松家              | 타카마츠가              | 후지와라씨 (킨스에류 칸인)                            | 산죠               | 쿠죠       | 토자마                        | 신가                    | 쿠라마이 30석 3인후치마이 | 가도(歌道)                                                            | 근위소장 → 중장 ・참의 → 츄나곤                                           | 자작        |
| 우림 | 西四辻家            | 니시요츠츠지가          | 후지와라씨 (킨스에류 칸인)                            | 사이온지           | 타카츠카사 | 나이나이                      | 신가                    | 쿠라마이 30석 3인후치마이 | -                                                                     | 근위소장 → 중장                                                           | 자작        |
| 우림 | 園池家              | 소노이케가              | 후지와라씨 (우오나류 시죠(四條)・칸인류 오기마치산죠) | 산죠               | 코노에     | 토자마                        | 신가                    | 쿠라마이 30석 3인후치마이 | -                                                                     | 근위소장 → 중장 ・참의 → 츄나곤 → 다이나곤                                | 자작        |
| 우림 | 藪 (高倉)家         | 야부 (타카쿠라)가       | 후지와라씨 (무치마로류 남가・칸인류 무로마치)         | 사이온지           | 이치죠     | 토자마                        | 신가                    | 150석                     | 카구라(神楽)・코토(箏)                                                | 근위소장 → 중장 ・참의 → 츄나곤 → 다이나곤                                | 자작        |
| 우림 | 中園家              | 나카조노가              | 후지와라씨 (무치마로류 남가・칸인류 무로마치)         | 사이온지           | 이치죠     | 토자마                        | 신가                    | 130석                     | -                                                                     | 근위소장 → 중장 ・참의 → 츄나곤                                           | 자작        |
| 우림 | 高丘家              | 타카오카가              | 후지와라씨 (무치마로류 남가・칸인류 무로마치)         | 사이온지           | 타카츠카사 | 토자마                        | 신가                    | 쿠라마이 30석 3인후치마이 | -                                                                     | 근위소장 → 중장 ・참의 → 츄나곤                                           | 자작        |
| 우림 | 中山家              | 나카야마가              | 후지와라씨 (모로자네류 카잔인)                        | 카잔인             | 이치죠     | 나이나이                      | 구가                    | 200석                     | -                                                                     | 근위소장 → 중장 ・참의 → 츄나곤 → 다이나곤 → 내대신                       | 후작        |
| 우림 | 飛鳥井家            | 아스카이가              | 후지와라씨 (모로자네류 카잔인)                        | 난바               | 이치죠     | 나이나이                      | 구가                    | 928석                     | 가도(歌道) ・케마리 (蹴鞠)                                            | 근위소장 → 중장 ・참의 → 츄나곤 → 다이나곤                                | 백작        |
| 우림 | 難波家              | 난바가                  | 후지와라씨 (모로자네류 카잔인)                        | -                  | 코노에     | 나이나이                      | 구가                    | 300석                     | 케마리 (蹴鞠)                                                         | 근위소장 → 중장 ・참의 → 츄나곤 → 다이나곤                                | 자작        |
| 우림 | 野宮家              | 노미야가                | 후지와라씨 (모로자네류 카잔인)                        | 카잔인             | 이치죠     | 나이나이                      | 신가                    | 150석                     | -                                                                     | 근위소장 → 중장 ・참의 → 츄나곤 → 다이나곤                                | 자작        |
| 우림 | 今城家              | 이마키가                | 후지와라씨 (모로자네류 카잔인)                        | 카잔인             | 이치죠     | 나이나이                      | 신가                    | 181석                     | -                                                                     | 근위소장 → 중장 ・참의 → 츄나곤 → 다이나곤                                | 자작        |
| 우림 | 中御門(松木)家      | 나카미카도가            | 후지와라씨 (요리무네류 나카미카도)                    | -                  | 이치죠     | 나이나이                      | 구가                    | 341석                     | 쇼(笙)                                                                | 근위소장 → 중장 ・참의 → 츄나곤 → 다이나곤                                | 백작        |
| 우림 | 園家                | 소노가                  | 후지와라씨 (요리무네류 나카미카도)                    | 지묘인             | 이치죠     | 나이나이                      | 구가                    | 187석                     | 비파・생화                                                            | 근위소장 → 중장 ・참의 → 츄나곤 → 다이나곤 → 준대신                       | 백작        |
| 우림 | 東園家              | 히가시소노가            | 후지와라씨 (요리무네류 나카미카도)                    | 지묘인             | -          | 나이나이                      | 신가                    | 180석                     | -                                                                     | 근위소장 → 중장 ・참의 → 츄나곤 → 다이나곤                                | 자작        |
| 우림 | 持明院家            | 지묘인가                | 후지와라씨 (요리무네류 나카미카도)                    | -                  | 코노에     | 나이나이                      | 구가                    | 200석                     | 능서(能書)・카구라(神楽)                                              | 근위소장 → 중장 ・참의 → 츄나곤 → 다이나곤                                | 자작        |
| 우림 | 高野家              | 타카노가                | 후지와라씨 (요리무네류 나카미카도)                    | 지묘인             | 코노에     | 나이나이                      | 신가                    | 150석                     | -                                                                     | 근위소장 → 중장 ・참의 → 츄나곤 → 다이나곤                                | 자작        |
| 우림 | 石山家              | 이시야마가              | 후지와라씨 (요리무네류 나카미카도)                    | 미부               | 이치죠     | 나이나이                      | 신가                    | 쿠라마이 30석 3인후치마이 | -                                                                     | 근위소장 → 중장 ・참의 → 츄나곤 → 다이나곤                                | 자작        |
| 우림 | 壬生家              | 미부가                  | 후지와라씨 (요리무네류 나카미카도)                    | 소노               | 이치죠     | 나이나이                      | 신가                    | 130석                     | -                                                                     | 근위소장 → 중장 ・참의 → 츄나곤                                           | 자작 → 백작 |
| 우림 | 石野家              | 이와노가                | 후지와라씨 (요리무네류 나카미카도)                    | 지묘인             | 코노에     | 토자마                        | 신가                    | 쿠라마이 30석 3인후치마이 | -                                                                     | 근위소장 → 중장 ・참의 → 츄나곤                                           | 자작        |
| 우림 | 六角家              | 롯가쿠가                | 후지와라씨 (요리무네류 나카미카도)                    | 지묘인             | 이치죠     | 토자마                        | 신가                    | 쿠라마이 30석 3인후치마이 | -                                                                     | 근위소장 → 중장 ・참의                                                    | 자작        |
| 우림 | 四條家              | 시죠가                  | 후지와라씨 (우오나류 시죠(四條)                       | -                  | 이치죠     | 토자마                        | 구가                    | 180석                     | 쇼(笙)・식칼                                                          | 근위소장 → 중장 ・참의 → 츄나곤 → 다이나곤                                | 백작 → 후작 |
| 우림 | 鷲尾家              | 와시노오가              | 후지와라씨 (우오나류 시죠(四條)                       | 시죠               | 쿠죠       | 나이나이                      | 구가                    | 180석                     | 카구라(神楽)                                                          | 근위소장 → 중장 ・참의 → 츄나곤 → 다이나곤                                | 백작        |
| 우림 | 油小路家            | 아부라노코지가          | 후지와라씨 (우오나류 시죠(四條)                       | 니시오지           | 쿠죠       | 토자마                        | 구가                    | 150석                     | -                                                                     | 근위소장 → 중장 ・참의 → 츄나곤 → 다이나곤                                | 백작        |
| 우림 | 櫛笥家              | 쿠시게가                | 후지와라씨 (우오나류 시죠(四條)                       | 시죠               | 코노에     | 나이나이                      | 신가                    | 83석                      | -                                                                     | 근위소장 → 중장 ・참의 → 츄나곤 → 大納言 → 内大臣                         | 자작        |
| 우림 | 山科家              | 야마시나가              | 후지와라씨 (우오나류 시죠(四條)                       | 시죠               | 코노에     | 나이나이                      | 구가                    | 300석                     | 쇼(笙)・의복                                                          | 근위소장 → 중장 ・참의 → 츄나곤 → 다이나곤                                | 백작        |
| 우림 | 西大路家            | 니시오지가              | 후지와라씨 (우오나류 시죠(四條)                       | 시죠               | 코노에     | 토자마                        | 구가                    | 100석                     | -                                                                     | 근위소장 → 중장 ・참의 → 츄나곤 → 다이나곤                                | 자작        |
| 우림 | 八條家              | 하치죠가                | 후지와라씨 (우오나류 시죠(四條)                       | 시죠               | 코노에     | 나이나이                      | 신가                    | 176석                     | -                                                                     | 근위소장 → 중장 ・참의 → 츄나곤 → 다이나곤                                | 자작        |
| 우림 | 上冷泉家            | 카미레이제이가          | 후지와라씨 (나가이에류 미코히다리)                    | -                  | 타카츠카사 | 토자마                        | 구가                    | 300석                     | 가도(歌道)・케마리(蹴鞠)                                              | 근위소장 → 중장 ・참의 → 츄나곤 → 다이나곤                                | 백작        |
| 우림 | 下冷泉家            | 시모레이제이가          | 후지와라씨 (나가이에류 미코히다리)                    | -                  | 쿠죠       | 토자마                        | 구가                    | 150석                     | 가도(歌道)                                                            | 근위소장 → 중장 ・참의 → 츄나곤 → 다이나곤                                | 자작        |
| 우림 | 藤谷家              | 후지타니가              | 후지와라씨 (나가이에류 미코히다리)                    | 카미레이제이       | 타카츠카사 | 토자마                        | 신가                    | 200석                     | 가도(歌道)                                                            | 근위소장 → 중장 ・참의 → 츄나곤 → 다이나곤                                | 자작        |
| 우림 | 入江家              | 이리에가                | 후지와라씨 (나가이에류 미코히다리)                    | 카미레이제이       | 타카츠카사 | 토자마                        | 신가                    | 쿠라마이 30석 3인후치마이 | 가도(歌道)                                                            | 비참의                                                                    | 자작        |
| 우림 | 水無瀬家            | 미나세가                | 후지와라씨 (미치타카류 미나세)                        | -                  | 코노에     | 나이나이                      | 구가                    | 631석                     | -                                                                     | 근위소장 → 중장 ・참의 → 츄나곤 → 다이나곤                                | 자작        |
| 우림 | 七條家              | 시치죠가                | 후지와라씨 (미치타카류 미나세)                        | 미나세             | 코노에     | 나이나이                      | 신가                    | 200석                     | -                                                                     | 근위소장 → 중장 ・참의                                                    | 자작        |
| 우림 | 町尻家              | 마치가미가              | 후지와라씨 (미치타카류 미나세)                        | 미나세             | 코노에     | 토자마                        | 신가                    | 쿠라마이 30석 3인후치마이 | -                                                                     | 근위소장 → 중장 ・참의 → 츄나곤                                           | 자작        |
| 우림 | 櫻井家              | 사쿠라이가              | 후지와라씨 (미치타카류 미나세)                        | 미나세             | 코노에     | 토자마                        | 신가                    | 쿠라마이 30석 3인후치마이 | -                                                                     | 근위소장 → 중장                                                           | 자작        |
| 우림 | 山井家              | 야마노이가              | 후지와라씨 (미치타카류 미나세)                        | 미나세             | 코노에     | 토자마                        | 신가                    | 쿠라마이 30석 3인후치마이 | -                                                                     | 비참의                                                                    | 자작        |
| 우림 | 堀河家              | 호리카와가              | 후지와라씨 (나가라류 타카쿠라)                        | 타카쿠라류 미나세  | 쿠죠       | 토자마                        | 신가                    | 230석                     | -                                                                     | 근위소장 → 중장 ・참의 → 츄나곤                                           | 자작        |
| 우림 | 樋口家              | 히구치가                | 후지와라씨 (나가라류 타카쿠라)                        | 타카쿠라류 미나세  | 쿠죠       | 토자마                        | 신가                    | 200석                     | -                                                                     | 근위소장 → 중장 ・참의 → 츄나곤 → 다이나곤                                | 자작        |
| 우림 | 六條家              | 로쿠죠가                | 미나모토씨 (무라카미 겐지)                            | 코가               | -          | 토자마                        | 구가                    | 265석                     | -                                                                     | 근위소장 → 중장 ・참의 → 츄나곤 → 다이나곤 → 내대신                       | 자작        |
| 우림 | 久世家              | 쿠제가                  | 미나모토씨 (무라카미 겐지)                            | 코가               | -          | 토자마                        | 신가                    | 200석                     | -                                                                     | 근위소장 → 중장 ・참의 → 츄나곤 → 다이나곤                                | 자작        |
| 우림 | 岩倉家              | 이와쿠라가              | 미나모토씨 (무라카미 겐지)                            | 코가               | 이치죠     | 나이나이                      | 신가                    | 150석                     | -                                                                     | 근위소장 → 중장 ・참의 → 츄나곤 → 다이나곤                                | 공작        |
| 우림 | 千種家              | 치구사가                | 미나모토씨 (무라카미 겐지)                            | 코가               | 이치죠     | 나이나이                      | 신가                    | 150석                     | -                                                                     | 근위소장 → 중장 ・참의 → 츄나곤 → 다이나곤                                | 자작        |
| 우림 | 梅溪家              | 우메타니가              | 미나모토씨 (무라카미 겐지)                            | 코가               | 타카츠카사 | 나이나이                      | 신가                    | 150석                     | -                                                                     | 근위소장 → 중장 ・참의 → 츄나곤                                           | 자작        |
| 우림 | 愛宕家              | 오타기가                | 미나모토씨 (무라카미 겐지)                            | 코가               | -          | 나이나이                      | 신가                    | 130석                     | -                                                                     | 근위소장 → 중장 ・참의 → 츄나곤 → 다이나곤                                | 자작        |
| 우림 | 東久世家            | 히가시쿠제가            | 미나모토씨 (무라카미 겐지)                            | 코가               | -          | 토자마                        | 신가                    | 쿠라마이 30석 3인후치마이 | -                                                                     | 근위소장 → 중장 ・참의 → 츄나곤                                           | 백작        |
| 우림 | 植松家              | 우에마츠가              | 미나모토씨 (무라카미 겐지)                            | 코가               | 이치죠     | 나이나이                      | 신가                    | 130석                     | 생화                                                                  | 근위소장 → 중장 ・참의 → 츄나곤                                           | 자작        |
| 우림 | 庭田家              | 니와타가                | 미나모토씨 (우다 겐지)                                | -                  | 이치죠     | 나이나이                      | 구가                    | 350석                     | 카구라(神楽)                                                          | 근위소장 → 중장 ・참의 → 츄나곤 → 다이나곤                                | 백작        |
| 우림 | 綾小路家            | 아야노코지가            | 미나모토씨 (우다 겐지)                                | 니와타             | 쿠죠       | 나이나이                      | 구가                    | 200석                     | 카구라(神楽)・비파・코토(箏)・피리(笛)・ 히치리키(篳篥)・케마리(蹴鞠) | 근위소장 → 중장 ・참의 → 츄나곤 → 다이나곤                                | 자작        |
| 우림 | 大原家              | 오오하라가              | 미나모토씨 (우다 겐지)                                | 니와타             | 이치죠     | 나이나이                      | 신가                    | 쿠라마이 30석 3인후치마이 | -                                                                     | 근위소장 → 중장 ・참의 → 츄나곤                                           | 백작        |
| 명가 | 日野家              | 히노가                  | 후지와라씨 (마나츠류 히노)                            | -                  | 코노에     | 나이나이                      | 구가                    | 1,153석                   | -                                                                     | 시종・변관(弁官) (쿠로우도노토(蔵人頭) 겸임) → 츄나곤 → 다이나곤 → 좌대신 | 백작        |
| 명가 | 廣橋家              | 히로하시가              | 후지와라씨 (마나츠류 히노)                            | -                  | 코노에     | 나이나이                      | 구가                    | 858석                     | -                                                                     | 시종・변관(弁官) (쿠로우도노토(蔵人頭) 겸임) → 츄나곤 → 다이나곤 → 내대신 | 백작        |
| 명가 | 柳原家              | 야나기와라가            | 후지와라씨 (마나츠류 히노)                            | 히노               | 코노에     | 나이나이                      | 구가                    | 202석                     | -                                                                     | 시종・변관(弁官) (쿠로우도노토(蔵人頭) 겸임) → 츄나곤 → 다이나곤 → 준대신 | 백작        |
| 명가 | 烏丸家              | 카라스마루가            | 후지와라씨 (마나츠류 히노)                            | 히노               | 이치죠     | 나이나이                      | 구가                    | 1,004석                   | -                                                                     | 시종・변관(弁官) (쿠로우도노토(蔵人頭) 겸임) → 츄나곤 → 다이나곤 → 내대신 | 백작        |
| 명가 | 竹屋家              | 타케야가                | 후지와라씨 (마나츠류 히노)                            | 히로하시           | 코노에     | 토자마                        | 구가                    | 180석                     | 꽃꽂이                                                                | 변관(弁官) → 츄나곤                                                       | 자작        |
| 명가 | 日野西家            | 히노니시가              | 후지와라씨 (마나츠류 히노)                            | 히로하시           | 코노에     | 토자마                        | 신가                    | 200석                     | -                                                                     | 시종・변관(弁官) (쿠로우도노토(蔵人頭) 겸임) → 츄나곤                     | 자작        |
| 명가 | 勘解由小路家        | 카데노코지가            | 후지와라씨 (마나츠류 히노)                            | 히노               | 코노에     | 나이나이                      | 신가                    | 130석                     | -                                                                     | 시종・변관(弁官) (쿠로우도노토(蔵人頭) 겸임) → 츄나곤 → 다이나곤          | 자작        |
| 명가 | 裏松家              | 우라마츠가              | 후지와라씨 (마나츠류 히노)                            | 히노               | 코노에     | 토자마                        | 신가                    | 130석                     | -                                                                     | 시종・변관(弁官) (쿠로우도노토(蔵人頭) 겸임) → 츄나곤 → 다이나곤          | 자작        |
| 명가 | 外山家              | 토야마가                | 후지와라씨 (마나츠류 히노)                            | 히노               | 코노에     | 토자마                        | 신가                    | 쿠라마이 30석 3인후치마이 | -                                                                     | 시종 → 츄나곤 → 다이나곤                                                  | 자작        |
| 명가 | 豐岡家              | 토요오카가              | 후지와라씨 (마나츠류 히노)                            | 히노               | 코노에     | 토자마                        | 신가                    | 쿠라마이 30석 3인후치마이 | -                                                                     | 츄나곤                                                                    | 자작        |
| 명가 | 三室戸家            | 미무로도가              | 후지와라씨 (마나츠류 히노)                            | 히노               | 코노에     | 토자마                        | 신가                    | 130석                     | -                                                                     | 다이나곤                                                                  | 자작        |
| 명가 | 北小路家            | 키타코지가              | 후지와라씨 (마나츠류 히노)                            | 히노               | -          | 토자마                        | 신가                    | 쿠라마이 30석 3인후치마이 | -                                                                     | 참의                                                                      | 자작        |
| 명가 | 甘露寺家            | 칸로지가                | 후지와라씨 (타카후지류 카쥬지)                        | -                  | 쿠죠       | 나이나이                      | 구가                    | 200석                     | 피리(笛)                                                              | 시종・변관(弁官) (쿠로우도노토(蔵人頭) 겸임) → 츄나곤 → 다이나곤 → 내대신 | 백작        |
| 명가 | 葉室家              | 하무로가                | 후지와라씨 (타카후지류 카쥬지)                        | -                  | 쿠죠       | 나이나이                      | 구가                    | 183석                     | -                                                                     | 시종・변관(弁官) (쿠로우도노토(蔵人頭) 겸임) → 츄나곤 → 다이나곤 → 준대신 | 백작        |
| 명가 | 勸修寺家            | 카쥬지가                | 후지와라씨 (타카후지류 카쥬지)                        | -                  | 이치죠     | 나이나이                      | 구가                    | 708석                     | -                                                                     | 시종・변관(弁官) (쿠로우도노토(蔵人頭) 겸임) → 츄나곤 → 다이나곤 → 내대신 | 백작        |
| 명가 | 萬里小路家          | 마데노코지가            | 후지와라씨 (타카후지류 카쥬지)                        | -                  | 코노에     | 나이나이                      | 구가                    | 390석                     | -                                                                     | 시종・변관(弁官) (쿠로우도노토(蔵人頭) 겸임) → 츄나곤 → 다이나곤 → 내대신 | 백작        |
| 명가 | 清閑寺家            | 세이칸지가              | 후지와라씨 (타카후지류 카쥬지)                        | 칸로지             | 이치죠     | 나이나이                      | 구가                    | 180석                     | -                                                                     | 시종・변관(弁官) (쿠로우도노토(蔵人頭) 겸임) → 츄나곤 → 다이나곤 → 내대신 | 백작        |
| 명가 | 中御門家            | 나카노미카도가          | 후지와라씨 (타카후지류 카쥬지)                        | 카쥬지             | 니죠       | 나이나이                      | 구가                    | 200석                     | -                                                                     | 시종・변관(弁官) (쿠로우도노토(蔵人頭) 겸임) → 츄나곤 → 다이나곤          | 백작 → 후작 |
| 명가 | 坊城家              | 보죠가                  | 후지와라씨 (타카후지류 카쥬지)                        | 카쥬지             | 쿠죠       | 나이나이                      | 구가                    | 180석                     | 문장박사                                                              | 시종・변관(弁官) (쿠로우도노토(蔵人頭) 겸임) → 츄나곤 → 다이나곤          | 백작        |
| 명가 | 芝山家              | 시바야마가              | 후지와라씨 (타카후지류 카쥬지)                        | 카쥬지             | 코노에     | 나이나이                      | 신가                    | 쿠라마이 100석            | -                                                                     | 시종・변관(弁官) (쿠로우도노토(蔵人頭) 겸임) → 츄나곤 → 다이나곤          | 자작        |
| 명가 | 池尻家              | 이케가미가              | 후지와라씨 (타카후지류 카쥬지)                        | 칸로지             | 이치죠     | 토자마                        | 신가                    | 쿠라마이 50석 3인후치마이 | -                                                                     | 시종・변관(弁官) (쿠로우도노토(蔵人頭) 겸임) → 츄나곤 → 다이나곤          | 자작        |
| 명가 | 梅小路家            | 우메코지가              | 후지와라씨 (타카후지류 카쥬지)                        | 칸로지             | 이치죠     | 토자마                        | 신가                    | 쿠라마이 50석 3인후치마이 | -                                                                     | 시종・변관(弁官) (쿠로우도노토(蔵人頭) 겸임) → 츄나곤 → 다이나곤          | 자작        |
| 명가 | 岡崎家              | 오카자키가              | 후지와라씨 (타카후지류 카쥬지)                        | 카쥬지             | 니죠       | 토자마                        | 신가                    | 쿠라마이 50석 3인후치마이 | -                                                                     | 시종・변관(弁官) (쿠로우도노토(蔵人頭) 겸임) → 츄나곤 → 다이나곤          | 자작        |
| 명가 | 穗波家              | 호나미가                | 후지와라씨 (타카후지류 카쥬지)                        | 카쥬지             | 쿠죠       | 토자마                        | 신가                    | 쿠라마이 50석 3인후치마이 | -                                                                     | 시종・변관(弁官) (쿠로우도노토(蔵人頭) 겸임) → 츄나곤                     | 자작        |
| 명가 | 堤家                | 츠츠미가                | 후지와라씨 (타카후지류 카쥬지)                        | 칸로지             | 타카츠카사 | 토자마                        | 신가                    | 쿠라마이 50석 3인후치마이 | -                                                                     | 시종・변관(弁官) (쿠로우도노토(蔵人頭) 겸임) → 츄나곤                     | 자작        |
| 명가 | 平松家              | 히라마츠가              | 헤이시 (간무 헤이시 타카무네류)                       | 니시노토우인       | 코노에     | 나이나이                      | 신가                    | 200석                     | -                                                                     | 시종・변관(弁官) (쿠로우도노토(蔵人頭) 겸임) → 츄나곤 → 다이나곤          | 자작        |
| 명가 | 長谷家              | 나가타니가              | 헤이시 (간무 헤이시 타카무네류)                       | 니시노토우인       | 코노에     | 토자마                        | 신가                    | 쿠라마이 30석 3인후치마이 | -                                                                     | 시종・변관(弁官) (쿠로우도노토(蔵人頭) 겸임) → 츄나곤                     | 자작        |
| 명가 | 交野家              | 카타노가                | 헤이시 (간무 헤이시 타카무네류)                       | 니시토우인         | 코노에     | 토자마                        | 신가                    | 쿠라마이 30석 3인후치마이 | -                                                                     | 시종・변관(弁官) (쿠로우도노토(蔵人頭) 겸임) → 츄나곤                     | 자작        |
| 반가 | 高倉家              | 타카쿠라가              | 후지와라씨 (나가라류 타카쿠라)                        | -                  | 코노에     | 나이나이                      | 구가                    | 813석                     | 의상                                                                  | 다이나곤                                                                  | 자작        |
| 반가 | 富小路家            | 토미노코지가            | 후지와라씨 본류                                       | 니죠도노 별류의 집 | 코노에     | 나이나이                      | 구가                    | 200석                     | -                                                                     | 비참의                                                                    | 자작        |
| 반가 | 竹内家              | 타케노우치가            | 미나모토씨 (세이와 겐지)                              | -                  | 코노에     | 토자마                        | 구가                    | 187석                     | -                                                                     | 비참의                                                                    | 자작        |
| 반가 | 五辻家              | 이츠츠지가              | 미나모토씨 (우다 겐지)                                | -                  | 쿠죠       | 나이나이                      | 구가                    | 200석                     | 카구라(神楽)                                                          | 비참의                                                                    | 자작        |
| 반가 | 慈光寺家            | 지코지가                | 미나모토씨 (우다 겐지)                                | 이츠츠지           | 코노에     | 토자마                        | 신가                    | 쿠라마이 30석 3인후치마이 | -                                                                     | 비참의                                                                    | 자작        |
| 반가 | 白川家              | 시라카와가              | 왕씨・미나모토씨 (카잔 겐지)                          | -                  | 니죠       | 나이나이                      | 구가                    | 200석                     | 신기백                                                                | 비참의                                                                    | 자작        |
| 반가 | 西洞院家            | 니시노토우인가          | 헤이시 (간무 헤이시)                                  | -                  | 코노에     | 나이나이                      | 구가                    | 260석                     | -                                                                     | 다이나곤                                                                  | 자작        |
| 반가 | 石井家              | 이와이가                | 헤이시 (간무 헤이시)                                  | 西洞院             | 코노에     | 토자마                        | 신가                    | 130석                     | -                                                                     | 츄나곤                                                                    | 자작        |
| 반가 | 高辻家              | 타카츠지가              | 스가와라씨                                            | -                  | 이치죠     | 토자마                        | 구가                    | 200석                     | 문장박사                                                              | 다이나곤                                                                  | 자작        |
| 반가 | 唐橋家              | 카라하시가              | 스가와라씨                                            | -                  | 쿠죠       | 토자마                        | 구가                    | 182석                     | 유도・문장박사                                                        | 다이나곤                                                                  | 자작        |
| 반가 | 五條家              | 고죠가                  | 스가와라씨                                            | 타카츠지           | 이치죠     | 토자마                        | 구가                    | 200석                     | 문장박사・스모                                                        | 다이나곤                                                                  | 자작        |
| 반가 | 東坊城家            | 히가시보죠가            | 스가와라씨                                            | 타카츠지           | 이치죠     | 토자마                        | 구가                    | 301석                     | -                                                                     | 다이나곤                                                                  | 자작        |
| 반가 | 清岡家              | 키요오카가              | 스가와라씨                                            | 타카츠지           | 이치죠     | 토자마                        | 신가                    | 쿠라마이 30석 3인후치마이 | -                                                                     | 참의                                                                      | 자작        |
| 반가 | 桒原家              | 쿠와하라가              | 스가와라씨                                            | 타카츠지           | 이치죠     | 토자마                        | 신가                    | 쿠라마이 30석 3인후치마이 | -                                                                     | 츄나곤                                                                    | 자작        |
| 반가 | 舟橋家              | 후나바시가              | 키요하라씨 (히로스미류)                               | -                  | 코노에     | 나이나이                      | 구가                    | 405석                     | 명경박사                                                              | 비참의                                                                    | 자작        |
| 반가 | 伏原家              | 후세하라가              | 키요하라씨 (히로스미류)                               | 후나바시           | 쿠죠       | 토자마                        | 신가                    | 230석                     | -                                                                     | 비참의                                                                    | 자작        |
| 반가 | 澤家                | 사와가                  | 키요하라씨 (히로스미류)                               | 후나바시           | 쿠죠       | 토자마                        | 신가                    | 쿠라마이 30석 3인후치마이 | -                                                                     | 비참의                                                                    | 백작        |
| 반가 | 土御門家            | 츠치미카도가            | 아베씨                                                | -                  | 코노에     | 토자마                        | 구가                    | 183석                     | 천문도・음양두                                                        | 비참의                                                                    | 자작        |
| 반가 | 倉橋家              | 쿠라하시가              | 아베씨                                                | 츠치미카도         | 이치죠     | 토자마                        | 신가                    | 150석                     | -                                                                     | 비참의                                                                    | 자작        |
| 반가 | 藤波家              | 후지나미가              | 오나카토미씨                                          | -                  | 이치죠     | 토자마                        | 구가                    | 172석                     | 이세제주・신기대부                                                    | 비참의                                                                    | 자작        |
| 반가 | 吉田家              | 요시다가                | 우라베씨                                              | -                  | 코노에     | 토자마                        | 구가                    | 766석                     | 신기관령장상・신기대부                                                | 비참의                                                                    | 자작        |
| 반가 | 萩原家              | 하기와라가              | 우라베씨                                              | 요시다             | 코노에     | 나이나이                      | 신가                    | 1,000석                   | -                                                                     | 비참의                                                                    | 자작        |
| 반가 | 錦織家              | 니시고리가              | 우라베씨                                              | 요시다             | 코노에     | 토자마                        | 신가                    | 쿠라마이 30석 3인후치마이 | -                                                                     | 비참의                                                                    | 자작        |
| 반가 | 藤井家              | 후지이가                | 우라베씨                                              | -                  | 타카츠카사 | 토자마                        | 신가                    | 쿠라마이 30석 3인후치마이 | -                                                                     | 비참의                                                                    | 자작        |
| 반가 | 錦小路家            | 니시키코지가            | 탄바씨                                                | -                  | 코노에     | 토자마                        | 구가                    | 쿠라마이 30석 3인후치마이 | 의학                                                                  | 비참의                                                                    | 자작        |
| 반가 | 北小路家            | 키타코지가              | 오에씨                                                | -                  | 코노에     | 나이나이                      | 구가                    | 100석                     | -                                                                     | 비참의                                                                    | 자작        |